# Paul Overstreet
Paul Lester Overstreet (Vancleave (Mississippi), 17 maart 1955) telt als een van de succesvolste Amerikaanse singer-songwriters van de countrymuziek. Hij nam tussen 1982 en 2005 10 studioalbums op en bracht 16 singles in de Billboard countryhitlijst, waaronder twee nummer 1-hits. Hij heeft ook singles geschreven voor verschillende andere country-acts, waaronder nummer 1-hits voor Randy Travis, Blake Shelton en Keith Whitley, evenals hits voor The Judds en Kenny Chesney.

## Carrière
Overstreet werd geboren in Vancleave als zoon van Mary Lela (Havens) Hatten en minister William E. Overstreet en groeide op in Newton. Na het behalen van zijn schooldiploma verhuisde Overstreet naar Nashville, waar hij zich met allerhande karweitjes boven water hield en 's avonds optrad in kleine clubs. 

### Als songwriter
Tijdens zijn songwritingcarrière, voornamelijk in het countrygenre, heeft Overstreet 27 Top 10-nummers geschreven of mede-geschreven. Gedurende deze tijd heeft hij twee Grammy Awards gewonnen en won hij ook de ACM en CMA Song of the Year Awards (1987 en 1988). Overstreet werd vijf opeenvolgende jaren, van 1987 tot 1991, uitgeroepen tot «BMI Songwriter of the Year», een prestatie in de muziek die niet eerder of daarna is behaald. Hij schreef mee aan A Long Line of Love, Love Can Build a Bridge en Forever and Ever, Amen. Andere bekende hits van de afgelopen jaren waar hij bekend om staat zijn She Thinks My Tractor's Sexy van Kenny Chesney en Some Beach van Blake Shelton, dat in 2004 een nummer 1-hit was.
Paul Overstreet is vooral bekend door het schrijven van countrynummers zoals Forever and Ever, Amen en On the Other Hand, die beide nummer één waren voor Randy Travis. Hij schreef ook mee aan When You Say Nothing at All, dat eind 1988 een nummer 1-hit was voor Keith Whitley en later een top vijf-hit in 1995 voor Alison Krauss en later in 1999 nieuw leven werd ingeblazen door Ronan Keating van Boyzone. Hij staat ook bekend om het schrijven van het aanbiddingslied God Is Good All The Time met Don Moen, dat een van Moens kenmerkende nummers is geworden.
In 2019 werkte hij samen met de opkomende singer/songwriter Marcus King om het nummer Beautiful Stranger te schrijven.

### Als zanger
Overstreet werd voor het eerst gecontracteerd als zanger in 1982. In hetzelfde jaar werd zijn song Same Old Me van George Jones opgenomen en werd prompt een top 10-hit. Zijn debuutsingle Beautiful Baby piekte dat jaar op nummer 76 in de countryhitlijst en was de eerste single van zijn naamloze debuutalbum. Er volgde een roerige fase met rijkelijk alcohol en drugsgebruik. Na samen met Don Schlitz de single I Won't Take Less Than Your Love van Tanya Tucker uit 1987 te hebben geschreven, werden Overstreet en collega-singer-songwriter Paul Davis gastvocalisten van het nummer, dat dat jaar een nummer 1-hit werd. The Forester Sisters plaatsten met een van zijn songs een nummer 1-hit. Randy Travis, Tanya Tucker en Marie Osmond bereikten eveneens topposities in de countryhitlijst.
Eveneens in 1987 richtte Overstreet het trio S-K-O op (ook bekend als Schuyler, Knobloch & Overstreet) met Thom Schuyler en J. Fred Knobloch, beiden voormalige solozangers. SKO bracht drie singles in de hitlijst met Overstreet als lid, waaronder de nummer 1-hit Baby's Got a New Baby. Na één album werd het trio omgedoopt tot S-K-B toen Overstreet vertrok en werd vervangen door Craig Bickhardt.
In 1988 tekende Overstreet als soloartiest bij RCA Nashville. Zijn tweede soloalbum Sowin' Love was goed voor vijf opeenvolgende Top 10-hits in de country-hitlijsten: Love Helps These, het titelnummer All the Fun, Seein' My Father in Me en Richest Man on Earth. Zijn tweede album Heroes uit 1990 produceerde zijn enige solonummer 1-hit in de eerste single Daddy's Come Around, die werd gevolgd door de Top 10-hits Heroes en Ball and Chain. Zijn succes in de hitparade nam echter al snel af met If I Could Bottle This Up, dat piekte op nummer 30 en Billy Can't Read plaatste zich niet in de Top 40. Het derde RCA-album Love Is Strong produceerde de nummer 22 Me and My Baby en nog twee singles die de Top 40 misten. Ook won het nummer There But for the Grace of God Go I een Dove Award voor «Country Recorded Song of the Year» tijdens de 24e GMA Dove Awards in 1993. Drie jaar later bracht Overstreet zijn eerste album Time uit voor Scarlet Moon Records. Het produceerde zijn laatste single We've Got to Keep on Meeting Like This, die in de nationale hitlijsten kwam en die piekte op nummer 73.
In 2013 speelde Overstreet in de tv-pilot Nashville Unplugged Live, opgenomen in Las Vegas en geproduceerd en geregisseerd door Michael A. Bloom. Bij Overstreet speelde ook songwriter Danny Myrick.

## Privéleven
Overstreet was kortstondig getrouwd met een zus van Dolly Parton. In 1985 trouwde hij opnieuw en het lukte hem uiteindelijk, van de drugs af te komen. De zonen van Overstreet, Nash en Chord, zijn ook muzikanten. Nash is de leadgitarist van de popband Hot Chelle Rae, terwijl Chord met Sam Evans speelde op Glee en in 2016 tekende bij Island Records.

### Albums
Necessity Records
- 1986: Lost and found

RCA Records
- 1989: Sowin' Love
- 1990: Heroes
- 1992: Love Is Strong

Scarlet Moon Records
- 1996: Time
- 1999: A Songwriters Project – Volume I
- 2001: Living By The Book

- Bibliothèque nationale de France: cb14040262n (data)
- International Standard Name Identifier: 0000 0000 3232 3462
- Library of Congress Control Number: n92009812
- MusicBrainz: 994e77fe-2d68-4a98-b89b-a537437a84cc
- Nederlandse Thesaurus van Auteursnamen: 086465570
- Virtual International Authority File: 2671714
- WorldCat: E39PBJdx86VYCG97t4jQw6bKh3